# Palais Capponi-Covoni
Le Palazzo Capponi-Covoni, est un palais historique situé via Cavour à Florence. Il abrite des bureaux de la Région Toscane, également établie dans le Palazzo Panciatichi adjacent (dont les intérieurs sont désormais unis), et un lieu d'exposition géré par la Région. Depuis 2000, il héberge également le Parlement étudiant régional.

## Histoire
Il a été construit par Piero Capponi, trésorier papal du pape Paul V, par l'architecte Gherardo Silvani, qui l'a achevé en 1623 et est considéré comme son chef-d'œuvre.
Plus tard, en 1734, le marquis Pier Ruberto Capponi acheta également le palais Milanesi du XVIe siècle situé à droite du palais, et les intérieurs des maisons furent réunis par l'architecte Clemente Orlandi, auteur notamment de l'escalier et de la loggia, tandis que les façades ont été laissées inégales, comme on peut le voir encore aujourd'hui.
Le palais a été vendu à l'ancienne famille Covoni au début du XIXe siècle, qui possédait également des propriétés via Ghibellina et via della Vigna Vecchia.
Aujourd'hui, le bâtiment se présente donc avec un étrange mélange de styles différents.
L'étage noble compte de nombreuses salles décorées de fresques, parmi lesquelles se distingue la galerie de Vincenzo Meucci.

## Galerie

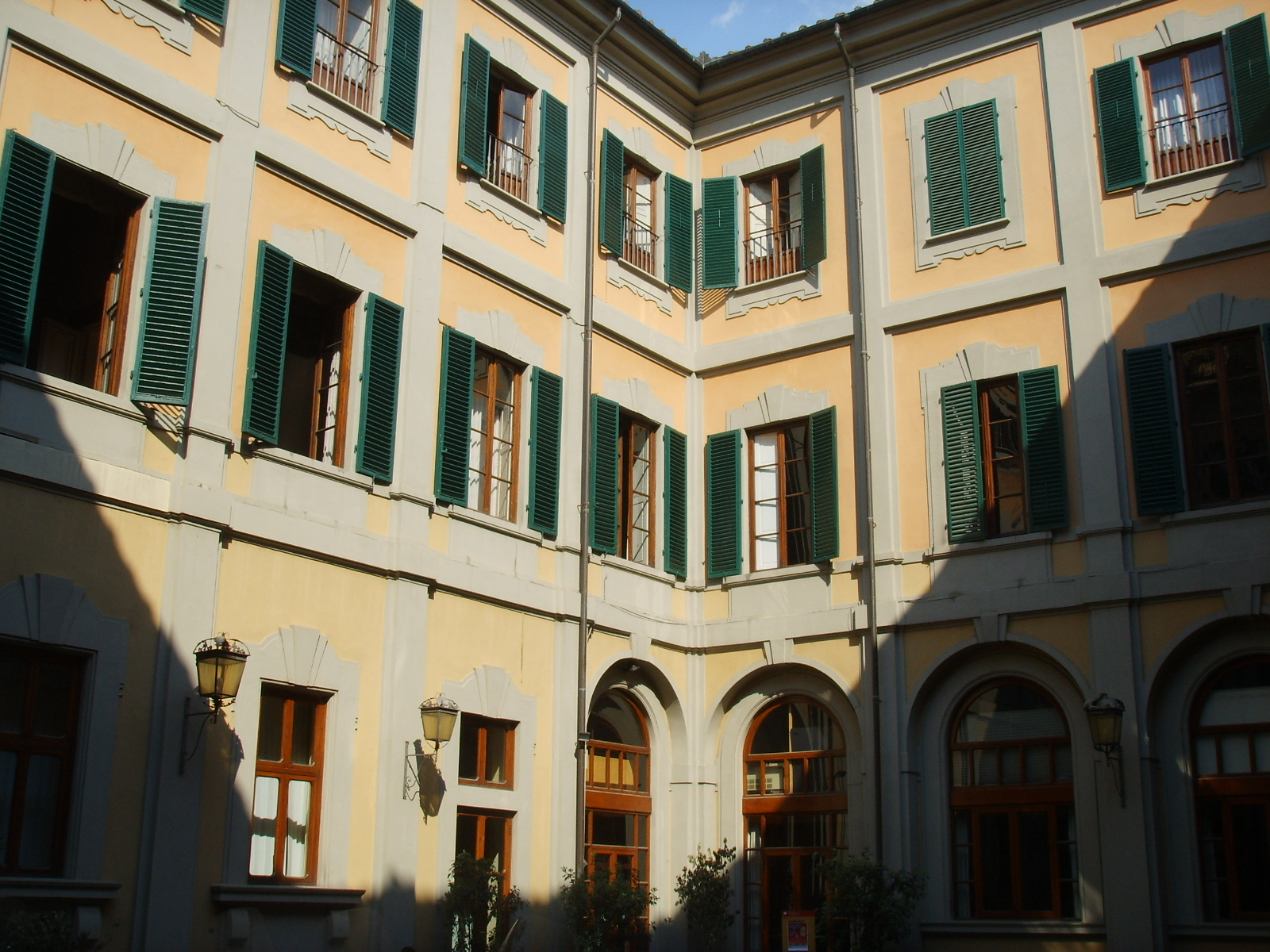
La cour intérieure
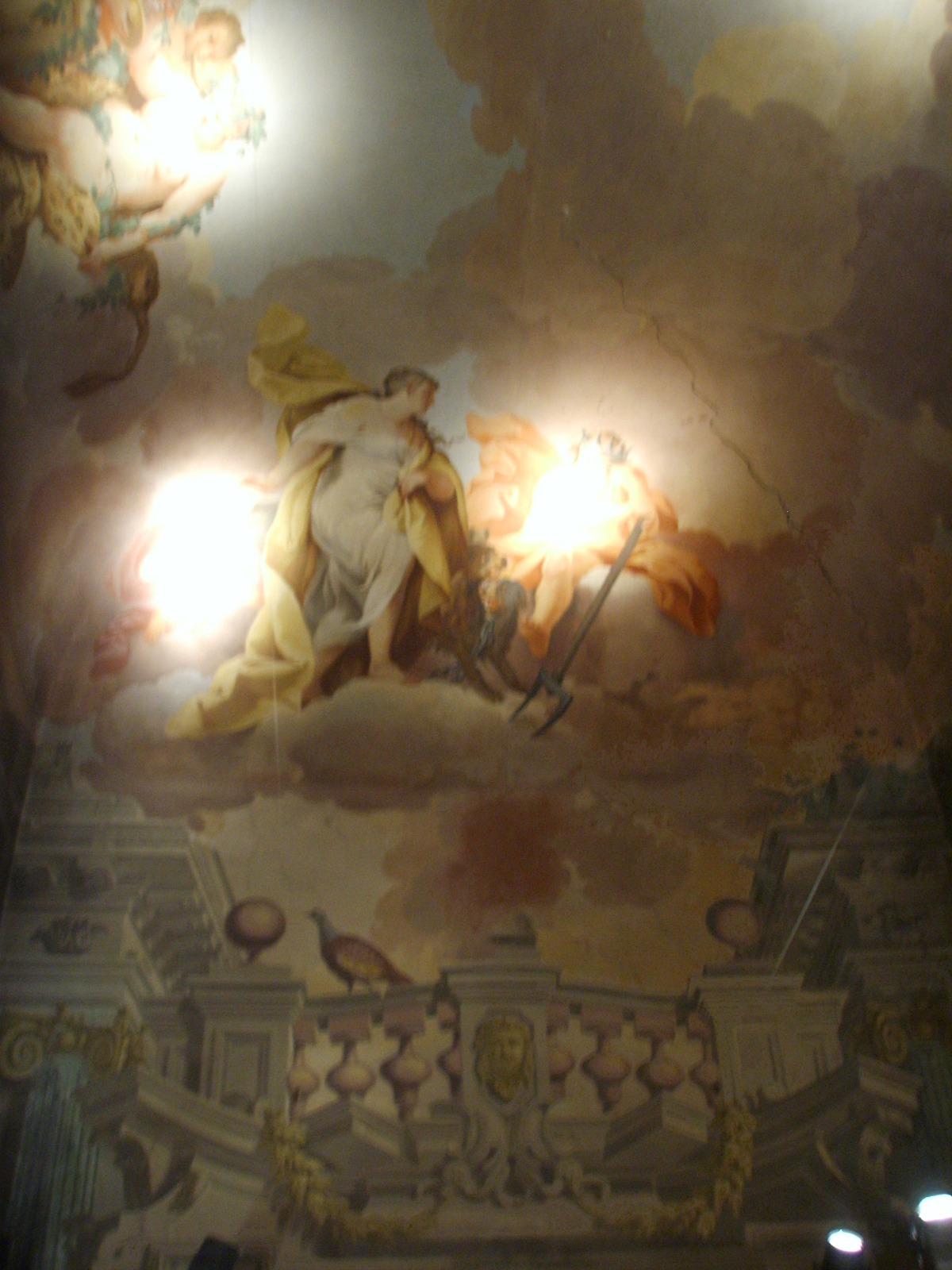
La galerie des fresques
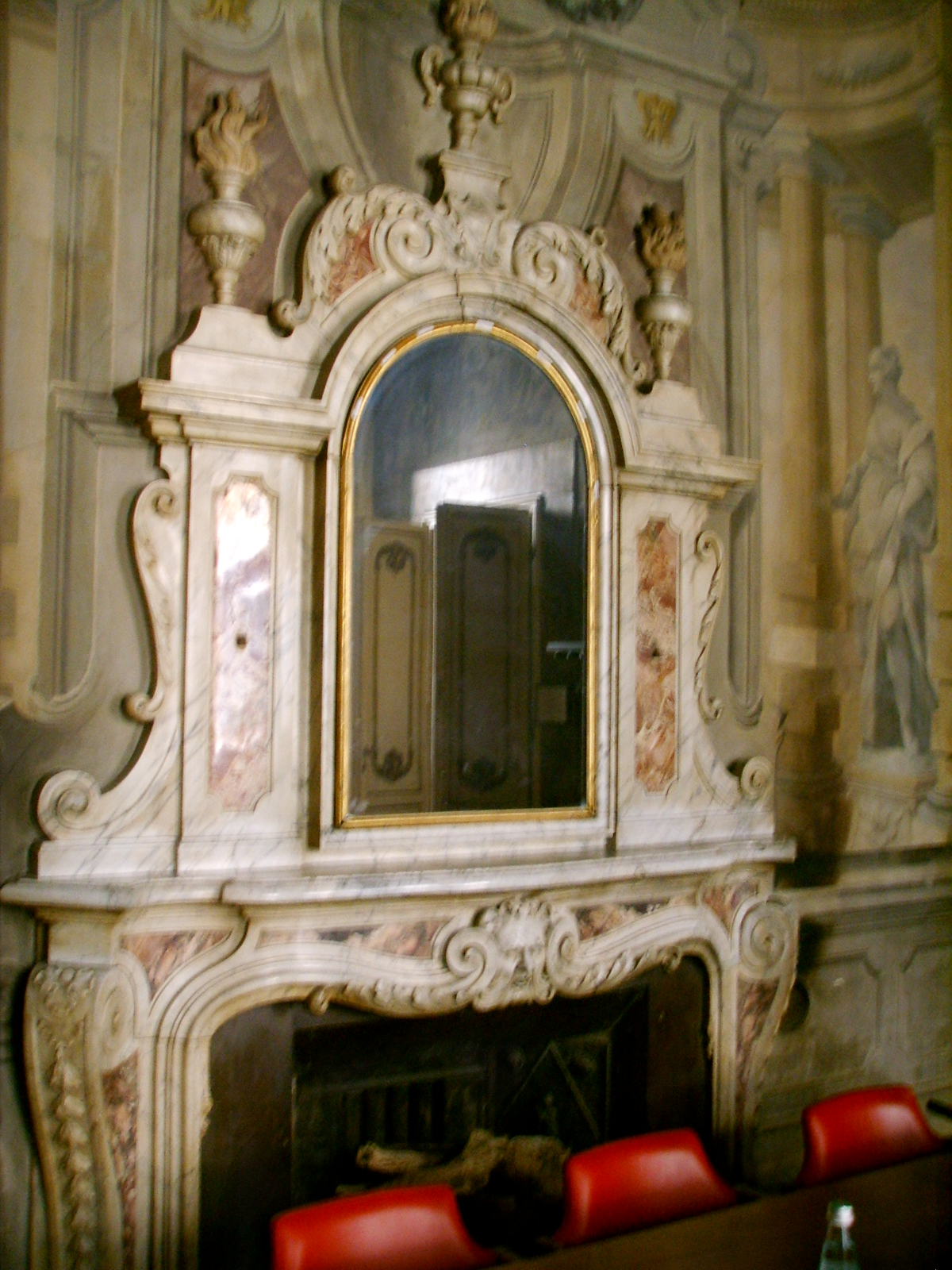
Salle avec cheminée monumentale
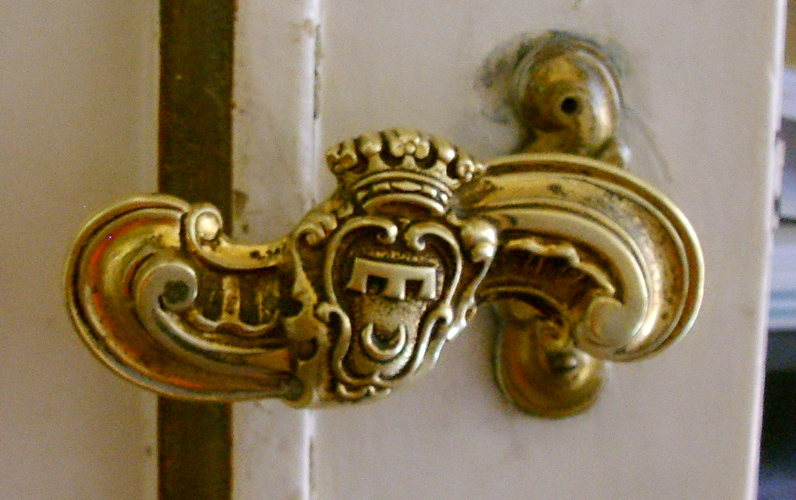
Poignée aux armoiries des Covoni

## Source de traduction
- (it) Cet article est partiellement ou en totalité issu de l’article de Wikipédia en italien intitulé « Palazzo Capponi-Covoni » (voir la liste des auteurs).